# Athetis foveata
Athetis foveata là một loài bướm đêm trong họ Noctuidae.